# Seconde procédure de destitution de Donald Trump
Cette page se comprend mieux après la lecture de Assaut du Capitole par des partisans de Donald Trump.

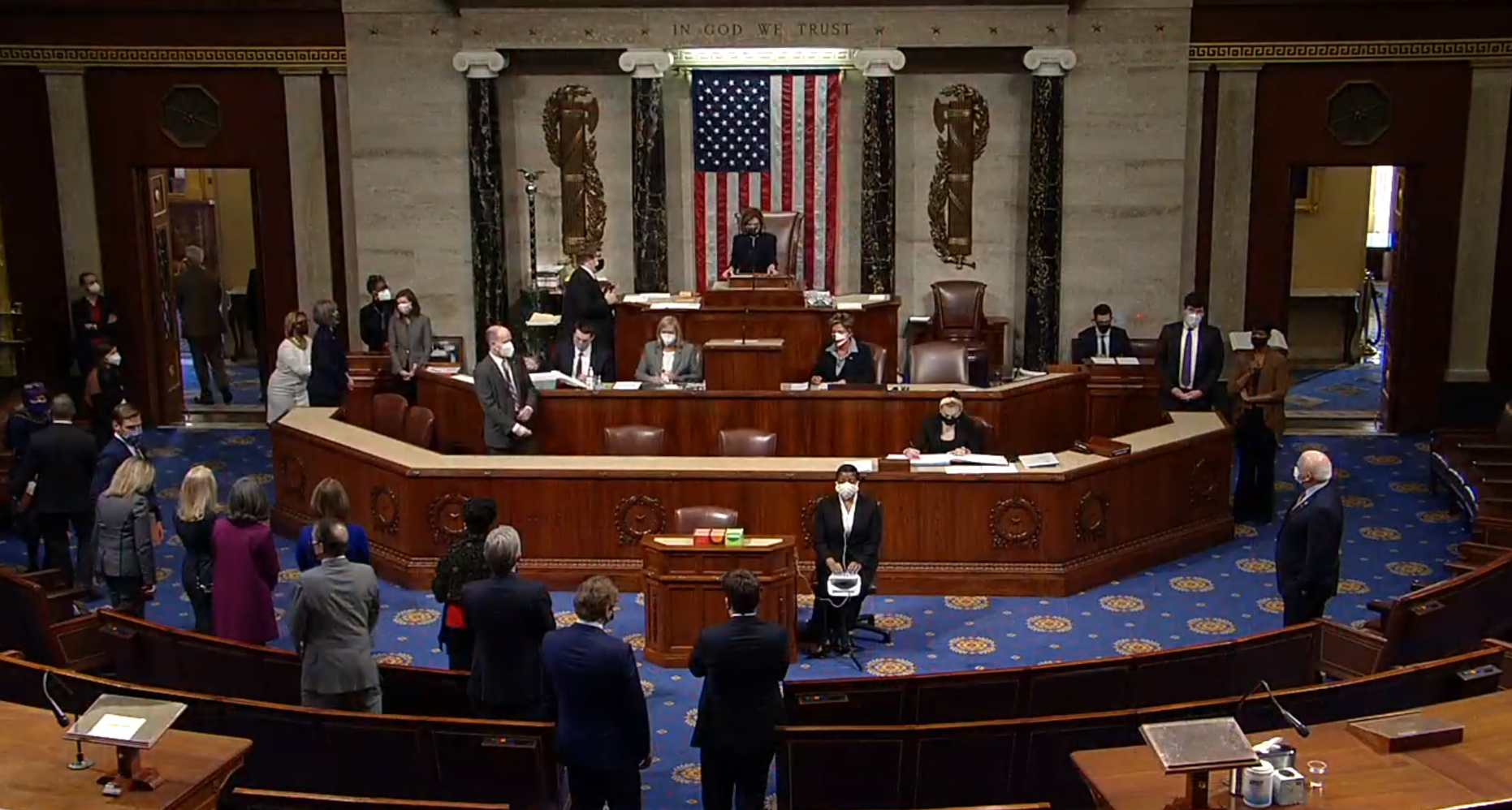
La Chambre des représentants votant la seconde procédure de destitution de Donald Trump.

La seconde procédure de destitution de Donald Trump, 45e président des États-Unis, est la procédure législative de destitution (impeachment) lancée par le Parti démocrate contre le président américain sortant, issu des républicains. Elle est votée le 13 janvier 2021, à une semaine de la fin de son mandat, pour « incitation à l'insurrection » après l'assaut du Capitole par des partisans de Donald Trump qui a contesté sans preuve, de manière répétée, la sincérité des résultats de l'élection présidentielle de 2020 et la victoire de Joe Biden, proclamé président élu. 
Ayant notamment dit à la foule de ses partisans qu'il a rassemblés devant la Maison-Blanche le 6 janvier 2021, parallèlement à la certification du vote par le Congrès, qu'ils devaient « marcher vers le Capitole », puis un peu plus tard « marcher sur le Capitole », afin d'« arrêter le vol » tout en leur enjoignant de « se battre comme des diables » pour « reprendre notre pays », Donald Trump est le seul président à être mis en accusation deux fois par la Chambre des représentants, après sa première procédure de destitution qui s'est déroulée de la fin de l'année 2019 au début de 2020. 
Le procès en destitution devant le Sénat commence à partir du 9 février 2021 après le départ de Trump de la Maison-Blanche et l'investiture de Joe Biden et Kamala Harris, le 20 janvier 2021. L'enjeu, inédit, est en fait d'empêcher l'ancien président de se présenter à n'importe quelle fonction fédérale et notamment celle de président des États-Unis en 2024. Donald Trump est finalement acquitté le 13 février suivant, 57 sénateurs ayant voté pour la culpabilité, et 43 contre, alors que 67 voix étaient nécessaires. C'est cependant la première fois qu'autant de sénateurs du même bord politique qu'un président en impeachment (sept républicains) le déclarent coupable. Pour le chef de la minorité républicaine Mitch McConnell, qui a voté « non coupable » pour des raisons de procédure avant de se livrer à une violente diatribe contre le président sortant en soulignant sa totale responsabilité dans les évènements du 6 janvier, c'est maintenant à la justice pénale des États-Unis de se saisir de ce cas et de juger Trump.

## Contexte

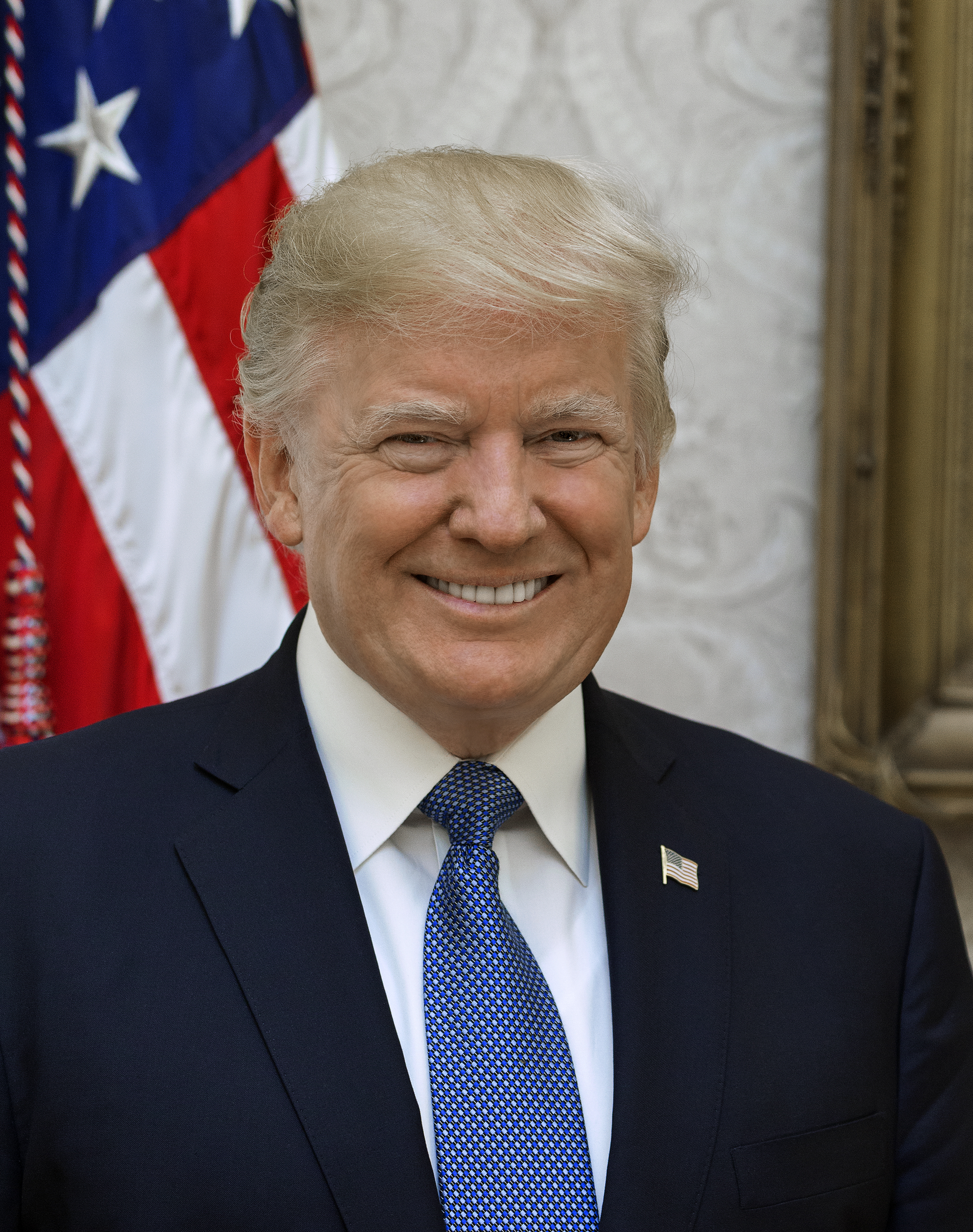
Donald Trump en 2017.

Lors de la campagne de 2016, Donald Trump n'avait jamais voulu dire qu'il aurait accepté les résultats, eût-il perdu,,. Il déclarait même, en contradiction avec les chiffres officiels, qu'il avait « remporté le vote populaire, si on déduit les millions de personnes qui ont voté illégalement », alors que Hillary Clinton, l'adversaire qu'il avait battue par 306 voix des grands électeurs contre 232, l'avait devancé de près de 3 millions de voix. 
Pour l'élection présidentielle de 2020, la pandémie de Covid-19 entraîne la mise en place massive du « vote par la poste » et par anticipation pour des millions d'Américains afin qu'ils évitent de se déplacer pour faire la queue devant les bureaux de vote le jour de l'élection. Dès le mois de mai 2020, Donald Trump s'élève vigoureusement contre ces dispositions. Il explique : « Les votes par correspondance ne seront en aucune façon (zéro !) autre chose que substantiellement frauduleux. Cette élection sera truquée. » Il multiplie les tweets comme « les États-Unis ne peuvent avoir de vote par la poste. Ce sera la plus grande élection truquée de l'histoire. » Pourtant, de nombreuses études, comme celle du Brennan Center for Justice (en) de la faculté de droit de l'université de New York, réfutent ces allégations, soulignant que les erreurs dans le vote par correspondance sont minimes (entre 0,000 3 et 0,002 5 %) compilant des dizaines d'études à ce sujet. Mais Trump et ses partisans persistent jusqu'au jour de l'élection le 3 novembre, alors que plus de cent millions d'Américains choisissent cette solution. Or, ceux qui adoptent ce choix sont très majoritairement les électeurs démocrates, poussés dans ce sens par leur parti, alors que les républicains engagent leurs électeurs à se rendre à l'urne le jour de l'élection.
Lors de la nuit de l'élection, Donald Trump déclare qu'il a gagné, dénonçant sans preuve des « votes illégaux ». Comme le comptage des votes a démarré par les bulletins déposés le jour même dans l'urne, avant de se poursuivre par le dépouillement des votes par anticipation, le président monte directement au créneau le lendemain, 4 novembre : « La nuit dernière, j'étais solidement en tête, dans beaucoup d'états-clé, mais dans presque tous les cas, les Démocrates  dirigent et contrôlent. Ensuite, petit à petit, mon avantage a commencé à disparaître comme par magie alors que des bulletins pourris sont arrivés par surprise pour être comptés. TRÈS ÉTRANGE ! », écrit-il dans un tweet immédiatement effacé par Twitter. Il répétera de nombreuses fois au cours des deux mois suivants cette allégation selon laquelle son avance a disparu « par magie ». 
Joe Biden est déclaré président élu le 7 novembre, par 306 voix de grands électeurs à 232, et plus de 7 millions de voix d'avance au niveau du vote populaire (51,4 % contre 46,9 %). Dès lors, Donald Trump qualifie constamment ce résultat de frauduleux, se concentrant principalement sur les États-clés où son adversaire l'a emporté et engageant une soixantaine de recours juridiques, jusqu'à la Cour suprême des États-Unis, lesquels sont presque tous rejetés.
Contre le déroulement du processus électoral, les responsables de l’équipe politique et les avocats de Trump défendent des thèses telles que l’existence d’une conspiration communiste internationale impliquant la Chine et le Venezuela, visant à faire élire Biden, le fait que les machines de vote électronique sont truquées et que de multiples fraudes ont été commises dans les bureaux de vote, mais les preuves font défaut,,,,. 
Des pressions sont exercées sur les officiels républicains de ces États-clés (voir scandale Trump-Raffensperger), notamment en vue de l'officialisation du résultat de l'élection par le collège électoral le 14 décembre. À cause de ces allégations accréditées, et constamment répétées, par l'écosystème médiatique qui le soutient, des membres de son gouvernement, de nombreux républicains de la Chambre des représentants, quelques sénateurs et des dizaines de millions d'Américains croient que l'élection a été truquée et volée à Trump. Cette croyance est appuyée par les tweets présidentiels qui reprennent quasi quotidiennement les mots « rigged » (« truqué/trafiqué ») et « fraud » à l'attention de ses 88 millions d'abonnés. Elle transparaît également à travers le slogan « Stop the steal ». Aucune preuve n'étaye pourtant ces allégations, comme le souligne notamment après enquête le ministre de la justice Bill Barr, rapidement renvoyé de son poste par Donald Trump,. De même, Christopher Krebs, directeur de l’agence gouvernementale chargée de la sécurité des élections (CISA), et qui a souligné que celle du 3 novembre « était la plus sûre de l'histoire des États-Unis », est lui aussi directement limogé par Trump. 
Dès le mois de décembre, Donald Trump cible la date du 6 janvier pour y organiser un rassemblement massif de ses partisans à Washington, afin de protester contre le résultat de l'élection alors que le Congrès est réuni ce jour-là au Capitole pour certifier les votes du collège électoral,. Il rallie ses partisans par milliers via son compte Twitter : « soyez là, ce sera sauvage ! ».
Le 6 janvier en début d'après-midi, dans son discours devant la Maison-Blanche, il s'adresse à la foule de ses partisans venus de tout le pays, faisant notamment pression sur son vice-président Mike Pence, également président du Sénat, pour « qu'il fasse la bonne chose », c'est-à-dire rejeter la victoire de Biden alors qu'il ne dispose pas du pouvoir législatif pour ce faire. Il appelle ses partisans à « arrêter le vol » et à « marcher vers le Capitole »,,,, de « façon pacifique et patriotique » (le mot pacifique n'étant prononcé qu'une seule fois en une heure de discours), tout en leur demandant de « se battre de toutes leurs forces » (« fight like hell »), en précisant : « Vous ne reprendrez jamais notre pays avec faiblesse. Vous devez montrer de la force et vous devez être forts »,,.

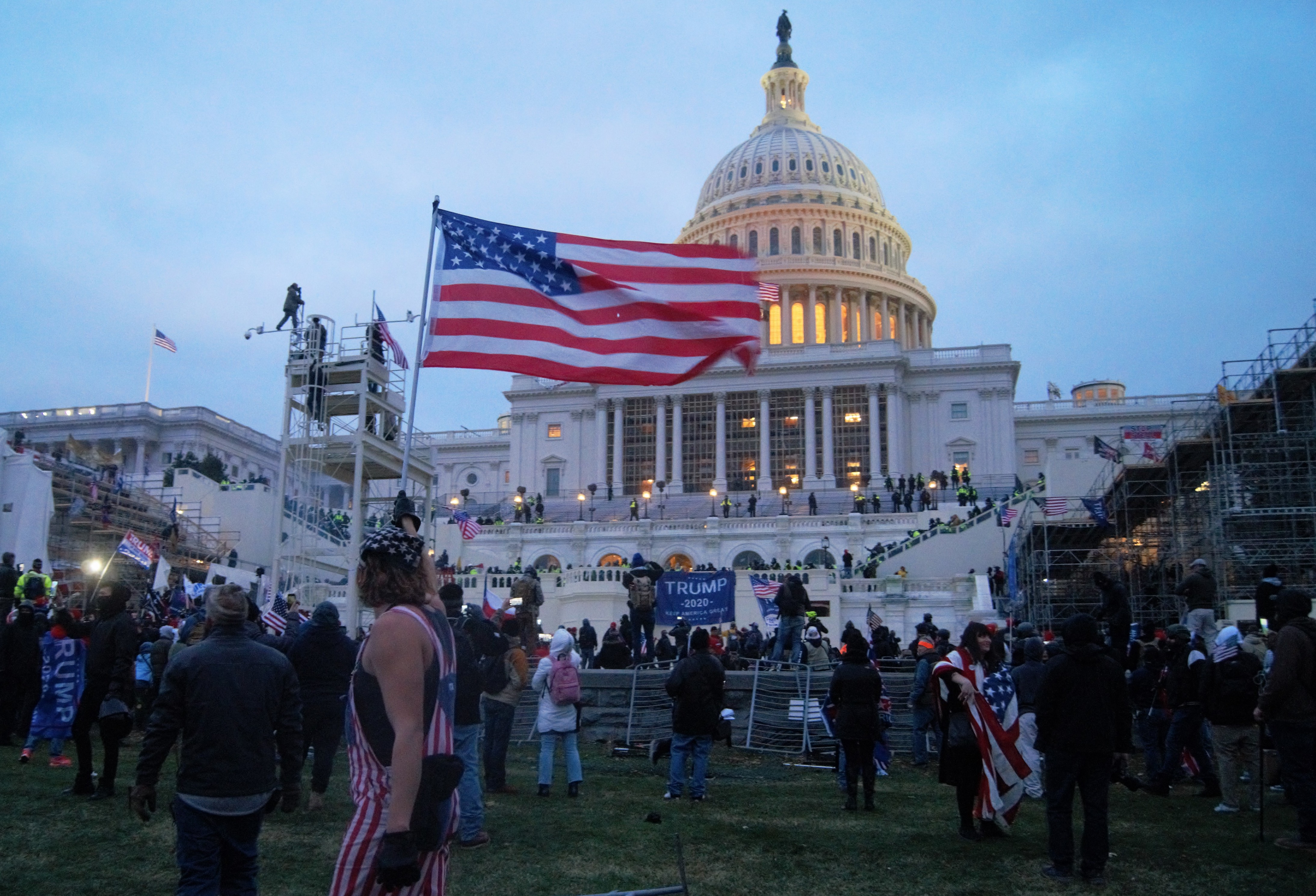
Manifestants réunis près du Capitole le 6 janvier 2020.

Une foule de partisans de Trump part alors à l'assaut et entre de force dans le bâtiment. Plusieurs bâtiments du complexe sont évacués tandis que les émeutiers se livrent à des saccages et à des pillages,. Quatre émeutiers perdent la vie et un policier est tué. À travers une note laissée par Jacob Chansley sur l'estrade du Sénat à l'attention de Mike Pence (« Ce n’est qu’une question de temps, la justice arrive ») et de nombreuses images montrant des émeutiers transportant des menottes flexibles, le parquet fédéral américain souligne que de nombreux partisans de Trump sont entrés dans le Capitole avec pour dessein « de capturer et d'assassiner des élus du gouvernement des États-Unis ». 
Interrompue durant plusieurs heures en raison de cet assaut, qualifié de tentative de coup d'État, de putsch, d'insurrection, de sédition ou de terrorisme intérieur,,, la session reprend dans la nuit et débouche sur la certification des résultats par Mike Pence (que les émeutiers ont promis de « pendre »), officialisant la victoire de Biden.

## Procédure

### Déclenchement et débuts
La Chambre des représentants demande au vice-président des États-Unis, Mike Pence, d'invoquer la section 4 du vingt-cinquième amendement de la Constitution, qui permet de remplacer le président, lorsque jugé dans l'incapacité d'exercer le pouvoir, par le vice-président. Mike Pence refuse cette possibilité — un temps également envisagée par certains membres du cabinet de Donald Trump —, conduisant à la mise en œuvre de la procédure d'impeachment par les démocrates,.

### Mise en accusation par la Chambre des représentants

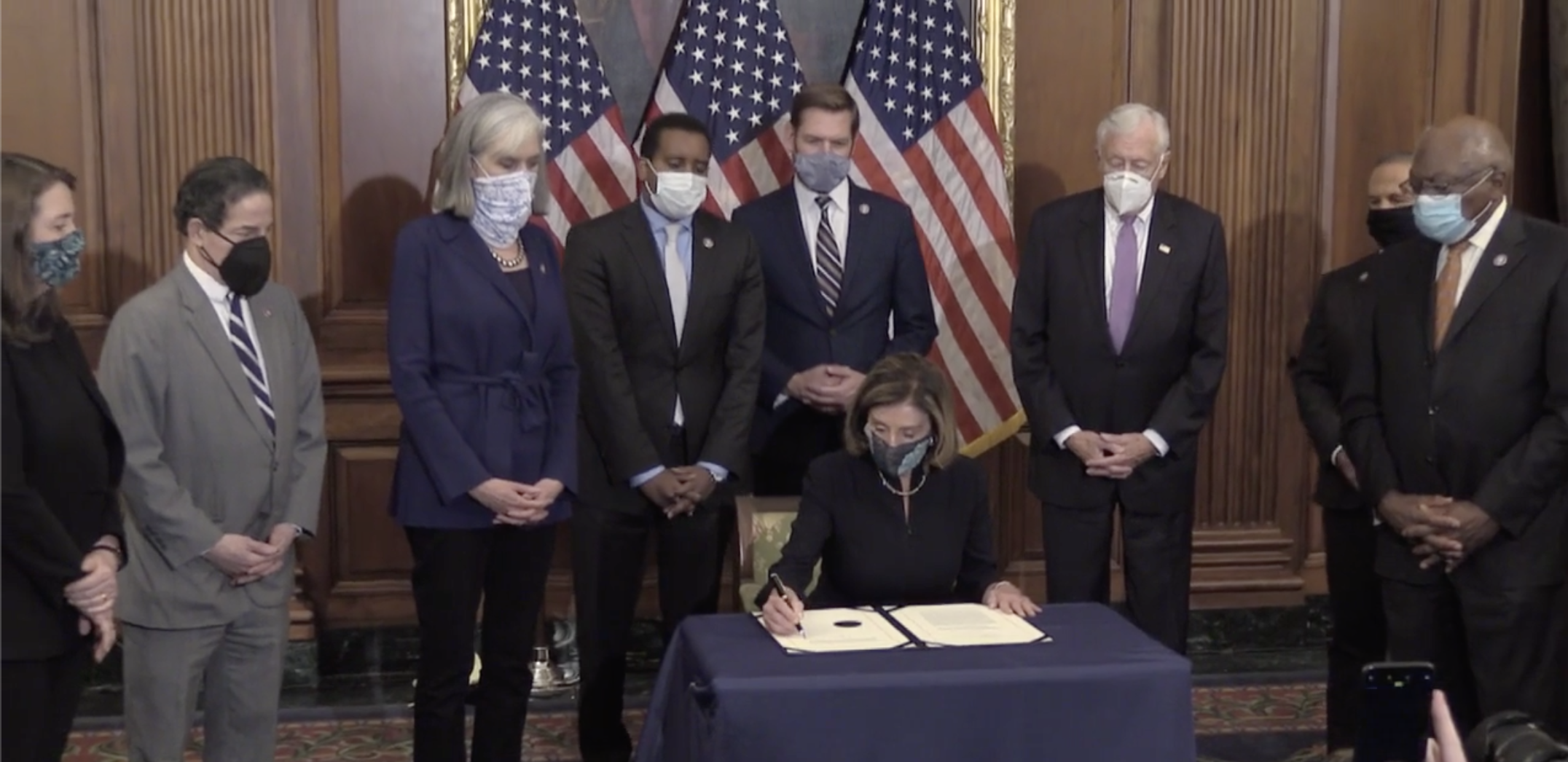
Nancy Pelosi, présidente de la Chambre des représentants des États-Unis, signant les articles de mise en accusation, le 13 janvier 2021.

Le 13 janvier 2021, après plusieurs heures de délibération, la Chambre des représentants vote la mise en accusation de Donald Trump par 232 voix pour et 197 voix contre. Un seul article est voté, accusant le président d'« incitation à la violence contre le gouvernement des États-Unis » (« inciting violence against the government of the United States »), et lui reprochant les pressions exercées contre le secrétaire d'État de Géorgie, Brad Raffensperger, afin qu'il modifie le résultat de l'élection dans cet État.
222 démocrates et dix républicains votent pour cette résolution ; 197 républicains votent contre. Les dix républicains ayant voté en faveur de l'acte d'accusation titré « incitation à l'insurrection » — tandis qu'aucun n'avait fait ce choix lors de l'impeachment de 2019 — sont : John Katko, Liz Cheney, Adam Kinzinger, Fred Upton, Jaime Herrera Beutler, Dan Newhouse, Anthony Gonzalez, Peter Meijer, Tom Rice et David Valadao,. Excepté Newhouse et Valadao, les républicains ayant voté l'impeachment ont perdu aux primaires face à des candidats pro-Trump ou n'ont pas voulu se représenter à leurs réélections en 2022.

### Procès en destitution devant le Sénat

#### Préambule
Nancy Pelosi, présidente de la Chambre des représentants des États-Unis, transmet l'acte d'accusation, qui est lu devant le Sénat le 25 janvier 2021 par neuf représentants démocrates de la Chambre désignés par Pelosi et faisant office de « procureurs »,. Les débats auront lieu alors que Donald Trump a quitté ses fonctions, après l'investiture de Joe Biden et Kamala Harris, respectivement à la présidence et à la vice-présidence des États-Unis, qui a eu lieu le 20 janvier. Dans un Sénat comportant après les élections de 2020 50 républicains et 50 démocrates, avec l'avantage à ces derniers compte-tenu de la position de Kamala Harris comme présidente de l'institution, « destituer » Donald Trump requiert deux tiers des votes des sénateurs, soit précisément ceux de 17 républicains si les démocrates sont unanimes. Trump n'ayant pas été destitué alors qu'il occupait encore la présidence, tout l'enjeu de cette procédure devient un « référendum », pour ou contre le fait qu'il soit en mesure de se présenter à n'importe quelle fonction fédérale et plus particulièrement aux élections présidentielles de 2024. Si le Sénat prononce l'impeachment  de Trump, il faudra ensuite, pour lui interdire de se présenter aux élections, obtenir une majorité simple, ce que sont en mesure de faire les démocrates. Avant de devenir celui de la minorité, Mitch McConnell, chef de la majorité républicaine au Sénat, souligne le 19 janvier que les émeutiers qui ont pris d'assaut le Capitole étaient « abreuvés de mensonges » et « incités par Trump et d'autres personnes importantes ». Le personnage le plus puissant du camp républicain réserve ainsi sa décision de voter la destitution. Il demande également un délai d'au moins deux semaines afin que Trump ait le temps de « préparer sa défense ». Sur la chaîne historiquement pro-Trump Fox News, le sénateur Mitt Romney considère qu'en raison à la fois de l'appel téléphonique de Trump à Raffensperger et de son rôle dans la prise d'assaut du Capitole, il est important que Trump réponde de ses actes . L'ouverture du procès au Sénat est fixée au 9 février 2021. 

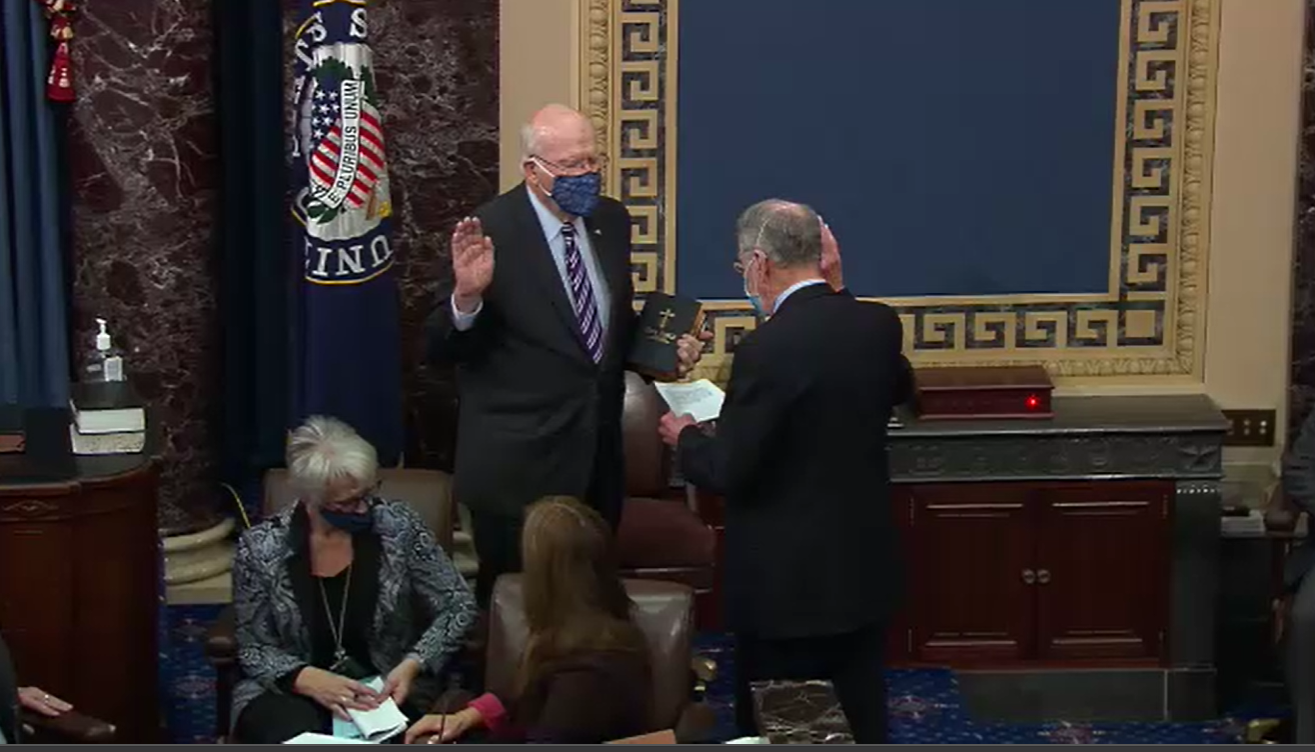
Le sénateur Chuck Grassley assermentant le président pro tempore du Sénat des États-Unis Patrick Leahy.

Contrairement aux autres procédures de destitution américaines, notamment la première de Donald Trump, c'est le doyen démocrate Patrick Leahy, président pro tempore du Sénat des États-Unis, qui présidera les débats. En effet, John Roberts, président de la Cour suprême des États-Unis, choisit de ne pas s'impliquer, le mandat de Donald Trump étant terminé. Neuf représentants démocrates, désignés par la Chambre le 12 janvier 2020, font office de procureurs chargés des poursuites au Sénat contre le président accusé. Ce sont Jamie Raskin, « procureur en chef », Diana DeGette, David Cicilline, Joaquín Castro, Eric Swalwell, Ted Lieu, Joe Neguse, Madeleine Dean et Stacey Plaskett. 

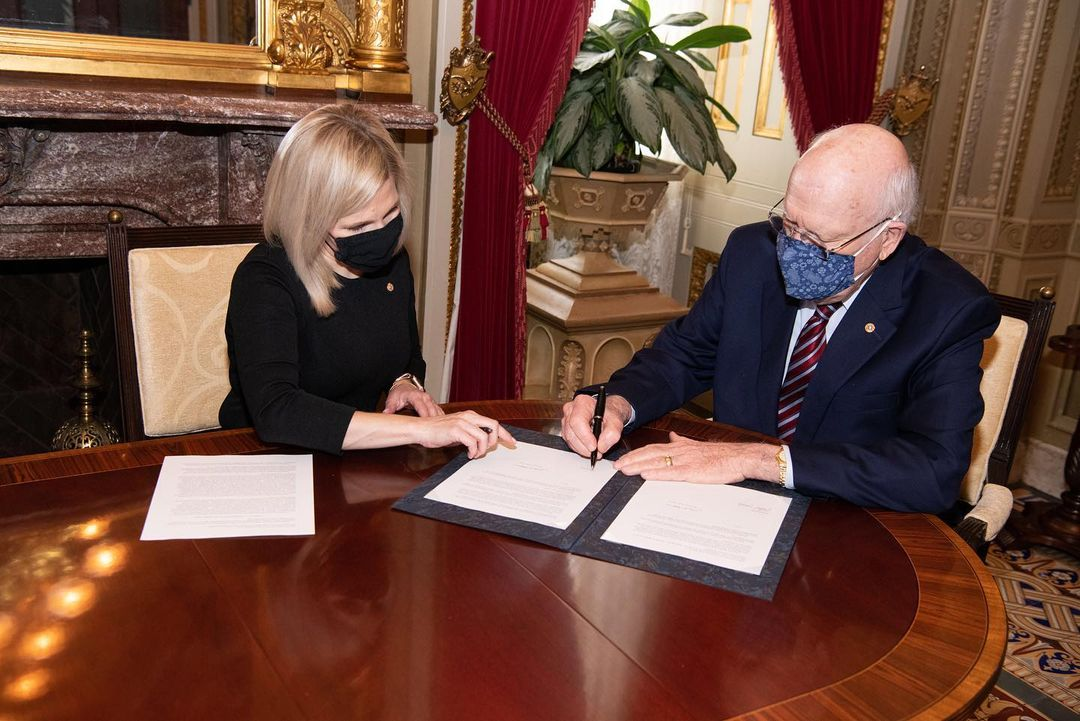
Patrick Leahy, signant la convocation pour le second procès en destitution de Donald Trump.

Le 26 janvier, les Républicains lancent au Sénat un vote sur l'inconstitutionnalité de cette procédure d'impeachment, arguant qu'on ne peut pas destituer un président qui n'est plus en fonction. Ils demandent donc son abandon et sont 45 à voter en ce sens, en minorité face à 55 voix en faveur de la continuation ; cette démarche montre néanmoins une tendance avant le « procès », qui laisse peu de chances de voir les voix de 17 Républicains se joindre à celles des Démocrates pour voter la destitution.
À quelques jours du procès au Sénat, plusieurs avocats, dont ceux qui devaient prendre la tête son équipe de défense (Butch Bowers et Deborah Barbier) renoncent à le faire. Ils démissionnent en raison de désaccords avec le président sortant. Selon les médias américains, celui-ci aurait souhaité qu'ils continent à plaider la « fraude massive » lors des élections présidentielles, alors que l'équipe d'avocats démissionnaires, refusant de s'aventurer sur ce terrain, voulait se concentrer sur la question de la légalité de cette procédure d'impeachment d'un président qui n'est plus en fonction. La défense personnelle de l'ancien président républicain est finalement représentée par les avocats Bruce L. Castor, Jr., ancien procureur général de Pennsylvanie et David Schoen, assistés par Michael T. van der Veen et William J. Brennan. La défense parlementaire de Donald Trump est quant à elle assurée par les représentants républicains Matt Gaetz, Mike Johnson, Jim Jordan, Andy Biggs, Elise Stefanik et Lee Zeldin.
Le 2 février, sont déposés au Sénat les « briefs » des neuf représentants démocrates chargés de la procédure de destitution, et ceux des avocats défenseurs de Trump. Le camp voulant l'impeachment détaille tout ce qui a mené à l'assaut du 6 janvier à partir du refus de Trump de reconnaître sa défaite début novembre, abordant également la façon dont il a rallié ses partisans pour qu'ils viennent en masse à Washington, et son comportement durant l'assaut. On y lit : « Si provoquer une révolte insurrectionnelle contre une session du Congrès après avoir perdu une élection n'est pas une infraction menant à la destitution, il est difficile d'imaginer ce que cela pourrait être ». Les défenseurs de Trump invoquent l'inconstitutionnalité d'un procès en destitution d'un président qui n'est plus en fonction, et s'appuient sur le premier amendement de la Constitution traitant de la « liberté d'expression » (freedom of speech) estimant que les tweets du président et ses propos lors de son discours du 6 janvier en relèvent pleinement et ne sont donc pas répréhensibles. Ils justifient son action en écrivant qu'il « pensait qu'il avait obtenu une victoire écrasante, et qu'il était donc dans ses droits du premier amendement d'exprimer sa conviction que les résultats des élections étaient suspects ». Sur la question de l'inconstitutionnalité, les « procureurs » démocrates arguent que la procédure a été lancée le 13 janvier, alors que Trump était encore en fonction, et concernant le premier amendement, ils soulignent : « qu'il a peu de sens si le président peut provoquer des actions criminelles alors qu'il a perdu dans les urnes ».

#### Première journée
Le procès en destitution de l'ancien président Donald Trump devant le Sénat commence le 9 février 2021 : la journée est consacrée à un débat sur la constitutionnalité du procès, les « procureurs » démocrates s'appuyant notamment sur une vidéo mettant en parallèle le discours de Trump le 6 janvier ainsi que ses tweets, et l'assaut violent se déroulant concomitamment au Capitole et fustigeant « l'exception de janvier » qui voudrait qu'un président n'ait pas à répondre de ses actes lors des derniers jours de son mandat. Les avocats de Trump prennent le contrepied et insistent sur le fait qu'on ne peut pas juger un chef de l'exécutif qui a quitté son poste. Les débats débouchent sur un vote où 56 sénateurs contre 44 votent pour la poursuite du procès (cinquante démocrates unanimes et six républicains), jugeant que celui-ci, est conforme à la Constitution. Le représentant Jamie Raskin, procureur en chef démocrate, déclare que le procès s'appuie sur des « faits concrets et solides ». Alors que les démocrates rappellent les mois d'allégations fallacieuses et de théories du complot qui ont mené à l'assaut du 6 janvier, les défenseurs de Trump évitent de s'aventurer sur ce terrain, préférant insister sur le fait que destituer Trump « priverait ses millions d'électeurs de leurs droits »,. La tendance reste la même : en l'état, il parait peu probable que 17 sénateurs républicains se joignent aux démocrates pour voter la destitution.

#### Deuxième et troisième journées
Les procureurs démocrates développent leurs arguments lors des deuxième et troisième journées de procès entièrement consacrées à l'accusation, notamment à l'aide de vidéos encore inédites issues des caméras de surveillance du Capitole. Détaillant à l'aide de preuves sous forme de tweets et discours du président remontant au printemps 2020, ils expliquent la façon dont il a propagé son « gros mensonge », expliquant qu'il ne pouvait perdre que si les élections étaient truquées, dès avant le vote du 3 novembre. « Tout comme pour faire un feu, on ne commence pas par les flammes. Donald Trump, pendant des mois et des mois, a assemblé l’amadou, le petit bois, jeté des bûches pour faire croire à ses partisans que le seul moyen de perdre était de lui voler la victoire. Ainsi, s’il perdait l’élection, le président Trump était prêt à allumer l’allumette », explique le représentant californien Eric Swalwell. Selon l'accusation, se retrouvant à cours d'options « non violentes » après l'échec de ses recours en justice et de ses pressions sur les officiels républicains responsables des élections dans leurs États, il a convié ses partisans à venir en masse à Washington. Une vidéo met ainsi en parallèle son discours du 6 janvier appelant ses partisans à « se battre comme des diables », et la réaction simultanée dans la foule à coups de « Prenons le Capitole !». La représentante de Pennsylvanie Madeleine Dean note que durant un discours de 11 000 mots et de plus de 70 minutes, Donald Trump n'a prononcé qu'une seule fois le mot « pacifiquement (peacefully) » et vingt fois le mot « combattre (fight) ».
Plus grave encore selon Stacey Plaskett, il a mis une cible sur le dos de Mike Pence et de Nancy Pelosi. Informés en direct du refus du vice-président de faire ce que lui demandait Trump, bloquer le processus de certification, un point sur lequel il avait insisté dans son discours, les émeutiers sont partis à sa recherche à l'intérieur du capitole pour le pendre. Il en a été de même pour une des cibles favorites de Donald Trump, la présidente démocrate de la chambre des représentans et co-présidente de la session de certification au Congrès. Par ailleurs, durant plusieurs heures, le président n'a rien fait pour tenter de arrêter l'assaut, malgré des appels de toutes parts. « Quand la violence a commencé, il n'a jamais dit la seule chose que tout le monde autour de lui le priait de prononcer : « arrêtez cette attaque » », souligne le représentant du Texas Joaquin Castro. Pour les neuf responsables de l'accusation, Donald Trump a été « l'incitateur en chef » des violents évènements du 6 janvier 2021,.  
Les procureurs démocrates en terminent avec leurs arguments le jeudi 11 février. Retraçant ses accointances avec les groupes d'extrême-droite armés depuis le début de son mandat en citant notamment l'exemple de la manifestation de Charlottesville en 2017, le leader de l'accusation Jamie Raskin (qui cite les paroles de Voltaire : « ceux qui peuvent vous faire croire en des absurdités pourront vous faire commettre des atrocités ») et ses huit collègues avancent que Trump a toujours appelé à la violence et que l'assaut du 6 janvier n'est que la conséquence hautement prévisible de son comportement. Ils disent donc que le destituer, c'est « protéger la démocratie ». Les deux journées où ils se sont succédé au micro étaient pour eux une tentative de « relier les points » entre le président et l'émeute du Capitole, estimant qu'il en est le seul responsable et qu'il n'a rien fait pour la arrêter le jour où elle a eu lieu. Le représentant du Colorado Joe Neguse conclut sa présentation en s'adressant aux Sénateurs « Nous vous demandons humblement de condamner le Président Trump pour des faits dont il est massivement coupable. Parce que si vous le ne faites pas, si nous prétendons que rien ne s'est jamais passé, ou pire, si nous laissons cela sans réponse, qui peut dire que ça n'arrivera pas à nouveau ? ». Il n'en reste pas moins qu'il n'y a pas la moindre tendance qui verrait suffisamment de républicains se joindre aux démocrates pour voter la destitution. 

#### Quatrième journée
L'équipe de défense de Donald Trump n'utilise que trois heures sur les seize allouées au départ pour plaider le 12 février. Ils prennent le contre-pied des arguments de la partie adverse. Pour l'avocat Bruce Castor, « il n'y a pas eu insurrection » et les mots du président le 6 janvier « n'ont pas pu inciter à la violence au Capitole ». Ils dénoncent un « procès politique » et affirment que l'assaut sur le Capitole n'est l'œuvre que d'un « petit groupe radical » qui aurait pris en otage une manifestation pacifique. « Le discours du 6 janvier n’a pas provoqué les émeutes. Le président n’a pas provoqué les émeutes. Il n’a ni explicitement ni implicitement encouragé le recours à la violence ou à des actions anarchiques », dit encore Bruce Castor. Pour expliquer la portée du mot « fight » répété vingt fois par Trump lors de son discours, ils diffusent deux fois un montage vidéo où l'on voit de nombreuses personnalités démocrates utiliser ce même mot à l'envi, ainsi qu'une autre vidéo, compilation des nombreuses fois où Trump dans ses discours a rappelé qu'il était du côté « de la loi et de l'ordre » et encore des images des émeutes Black Lives Matter à l'été 2020 soutenues selon eux par les démocrates . L'avocat Michael van der Veen insiste de son côté sur le fait que le président a prononcé les mots « pacifiquement, pour faire entendre votre voix » quand il a demandé à ses partisans de marcher vers le capitole. L'équipe d'avocats considère que tous les propos de Trump entrent largement dans le cadre du premier amendement de la constitution, c'est-à-dire le freedom of speech (liberté d'expression) en aucun cas répréhensible. Elle dit également ce qu'ont signifié 44 sénateurs républicains dans un vote préalable : que ce procès en destitution est inconstitutionnel. « il s'agit ici d'annuler le vote pour Trump de 75 millions de personnes. Ce procès demande à la culture d'effacement constitutionnel (constitutional cancel culture) de prendre le dessus ». Il s'aventurent également sur le terrain des allégations de fraude concernant la Géorgie. Gabriel Sterling, l'un des responsables des élections dans cet État, tweete en temps réel : « de façon choquante, la désinformation continue ». 
La journée s'achève sur une série de quatre heures de question-réponses adressés par les Sénateurs aux deux parties. Selon que les questions émanent d'un républicain ou d'un démocrate, la tendance reste nette entre ceux qui vont voter la destitution et ceux qui se prononceront pour l'acquittement. 

#### Cinquième journée
Le samedi 13 février, cinquième et dernière journée du procès, se révèle riche en rebondissements alors que certains démocrates sont arrivés au Sénat ce matin-là en disant qu'ils ne se sentaient pas nécessaires.
Les deux parties disposent de deux heures chacune pour clore leurs arguments et le vote des sénateurs aurait pu avoir lieu dans la foulée. 
Le matin, Jamie Raskin, « Lead House Impeachment Manager » (« procureur général ») commence par rappeler la déclaration faite le 12 janvier 2021 par Liz Cheney : « Le 6 janvier 2021, une foule violente a attaqué le Capitole des États-Unis pour entraver le processus de notre démocratie et arrêter le décompte des votes des élections présidentielles. Cette insurrection a causé des blessures, des morts et des destructions dans l'espace le plus sacré de notre République. Le président des États-Unis a convoqué cette foule, a rassemblé la foule et a allumé la flamme de cette attaque. Tout ce qui a suivi était de son fait. Rien de tout cela ne serait arrivé sans le président. Le président aurait pu intervenir immédiatement et avec force pour faire cesser la violence. Il ne l'a pas fait. Il n'y a jamais eu de plus grande trahison par un président des États-Unis de sa fonction et de son serment à la Constitution. Je voterai pour mettre le président en accusation »,,,,.
Raskin continue avec les propos tenus par le représentant républicain Anthony E. Gonzalez le 14 janvier : « Les gens qui ont pris d'assaut le Capitole ont tué un policier. Cinq personnes sont mortes. Le Capitole assiégé. Nous implorons le président d'aider, de se lever, d'aider à défendre le Capitole des États-Unis et le Congrès des États-Unis, qui était attaqué. Nous le supplions et il n'a pas bougé (he was nowhere to be found) ».
Enfin, dans un premier coup de théâtre, Jaimie Raskin rapporte la déclaration faite la veille par la représentante républicaine de l'État de Washington Jaime Herrera Beutler. Elle explique ainsi que le chef de la minorité républicaine à la chambre Kevin McCarthy a appelé Donald Trump frénétiquement durant l'assaut. Dans cet appel téléphonique, McCarthy a demandé à Trump « d'annuler publiquement et avec force l'émeute »,. Trump a répondu en disant que c'était Antifa, et non ses partisans, qui était responsable. Quand McCarthy a dit que ce n'était pas vrai, Trump a été cassant : « Eh bien, Kevin, je suppose que ces gens sont plus contrariés par l'élection que toi »,.
Raskin demande que Herrera Beutler soit entendue comme témoin, la déclaration de cette dernière bouleversant ainsi le cours du procès, « transformant ce qui semblait être un fait accompli en un défilé de témoins qui pourrait durer des semaines et aboutir à la première condamnation d'un président américain ». « Il va sans dire qu'il s'agit là d'une preuve supplémentaire essentielle confirmant les accusations et le manquement délibéré du président à son devoir », déclare Jamie Raskin lors de la présentation de la motion visant à appeler Herrera Beutler comme témoin,. 
Le Sénat vote en un premier temps par 54 voix contre 46 pour procéder à l'audition de témoins mais, dans un nouveau coup de théâtre, le sénateur Lindsey Graham change son vote quelques minutes après, en menaçant sur Twitter : « Si vous voulez un délai, il sera long, avec beaucoup, beaucoup de témoins », : le Sénat vote donc finalement à 55 voix contre 45 pour procéder à l'audition de témoins, prolongeant ainsi un procès qui semblait devoir se terminer rapidement par l'acquittement de Trump. 
L'après-midi, dans un troisième coup de théâtre, face à la menace de l'avocat de Trump Michael van der Veen d'appeler une centaine de ses propres témoins et de citer Nancy Pelosi et Kamala Harris à comparaître comme témoins en personne et pas par visioconférence,,, Jamie Raskin et les responsables de la mise en accusation renoncent à leur demande d'entendre le témoignage de la députée et acceptent de se contenter de lire sa déclaration au procès-verbal, permettant ainsi aux procédures de se poursuivre comme prévu,, probablement pour répondre au souhait du président Joe Biden de voir le procès se conclure rapidement afin que « l'attention du pays (et du Congrès) puisse se porter à nouveau sur les efforts du président dans la lutte contre la pandémie de Covid-19 et que le Sénat puisse se concentrer sur la confirmation des membres de son cabinet »,.
Le procès en destitution se poursuit.
Dans la soirée du 13 février 2021, Donald Trump est acquitté par le Sénat, 57 sénateurs ayant voté pour la culpabilité et 43 contre,. Il s'agit du procès en destitution le plus court de l'histoire politique américaine (cinq jours). Sept sénateurs républicains ont donc voté avec cinquante démocrates unanimes pour la condamnation : Susan Collins (Maine), Lisa Murkowski (Alaska), Mitt Romney (Utah), Ben Sasse (Nebraska), Pat Toomey (Pennsylvanie), Richard Burr (Caroline du Nord) et Bill Cassidy (Louisiane). Collins et Murkowski sont des modérées, Burr et Toomey ont antérieurement annoncés qu'ils ne se représenteraient pas en 2022. Il s'agit donc du résultat lié au bipartisme le plus important de l'histoire des États-Unis concernant l'impeachment. Mais 67 voix étaient nécessaires pour le déclarer coupable. La speaker Pelosi déclare : « Je salue les sénateurs républicains qui ont voté selon leur conscience et pour notre pays. Le refus des autres sénateurs républicains de tenir Trump pour responsable d'avoir déclenché une violente insurrection pour s'accrocher au pouvoir sera considéré comme l'un des jours les plus sombres et des actes les plus déshonorants de l'histoire de notre nation ».
Les 43 sénateurs ayant acquitté Trump donnent plusieurs justifications, une dizaine incrimine le Président mais indiquent que le Sénat ne peut condamner l'ancien chef d'État, une vingtaine évite une critique directe contre Trump et une autre faction blâme un procès anticonstitutionnel, sans respect pour le due process of law et le premier amendement. Le chef de la minorité républicaine Mitch McConnell qui a voté « non coupable », en explique les raisons : il considère que ce n'est pas le rôle du Sénat de destituer un « simple citoyen ». Mais il se livre à une charge violente contre Donald Trump, le jugeant pleinement responsable du déroulement des évènements, de son mensonge répété quotidiennement sur la fraude et le fait qu'on lui a « volé l'élection », à son incitation à l'assaut le 6 janvier : « Il ne fait aucun doute - aucun - que le président Trump est concrètement et moralement responsable d'avoir provoqué les événements de la journée »,,,,. Il ajoute que durant l'assaut, Trump « a manqué à son devoir. Il n'a pas fait son travail. Il n'a pas pris les mesures nécessaires pour que la loi fédérale et l'ordre soient restaurés. Non, à la place, il a regardé la télévision, joyeusement, joyeusement, alors que le chaos se faisait jour ». Mitch McConnell indique que c'est à la justice des États-Unis de se saisir de ce cas et de condamner Donald Trump : il souligne que d'autres recours existent contre l'ancien président, qui ne bénéficie d'aucune immunité et peut donc être poursuivi au criminel en tant que citoyen ordinaire,,. « Nous avons un système de justice pénale dans ce pays. Nous avons un système de justice civile. Et les anciens présidents ne sont pas à l'abri d'être tenus responsables par l'un ou par l'autre ». « Le président Trump est toujours responsable de tout ce qu'il a fait pendant son mandat. Il ne s'en est pas encore tiré ». Dix jours plus tard, McConnell indique qu'il soutiendrait Trump si c'est le vainqueur de la primaire républicaine de 2024.
- Procès-verbal de la Chambre des représentants des États-Unis.
- Réponse de la Chambre des représentants à Donald Trump.

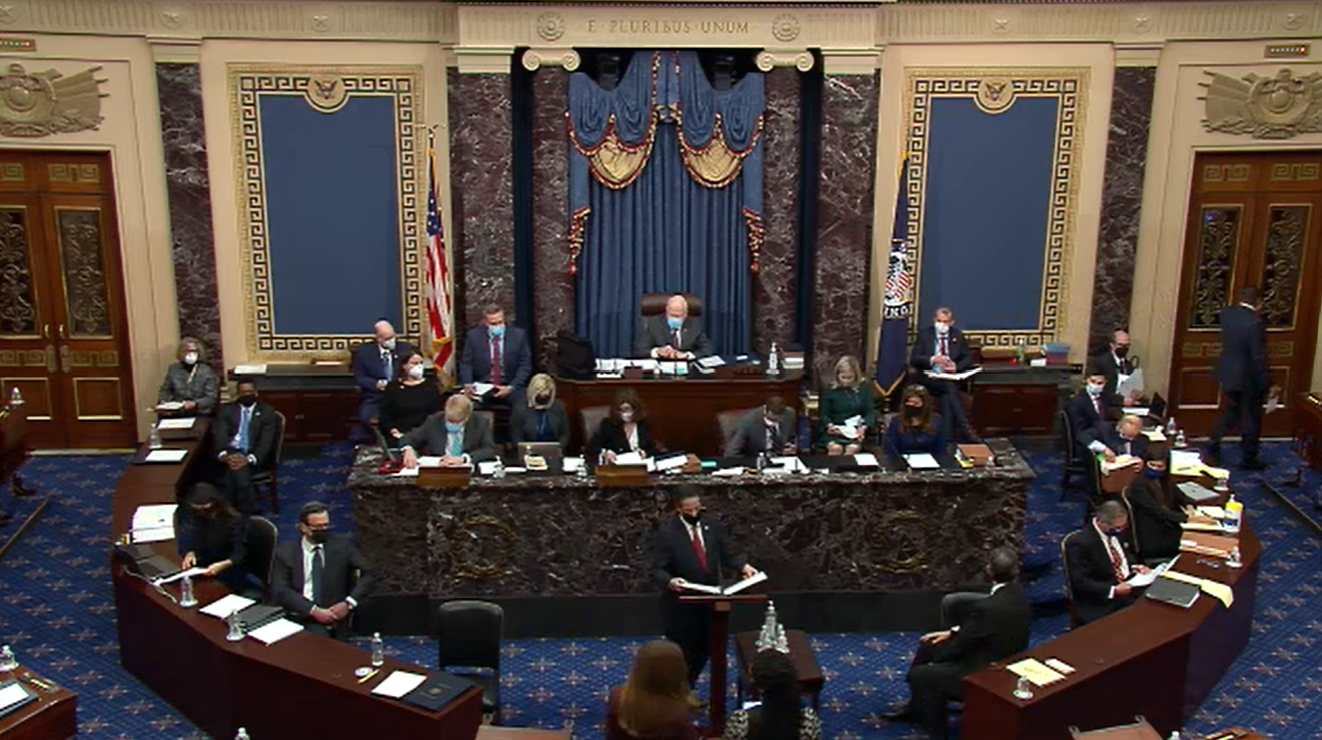
Le président pro tempore du Sénat des États-Unis Patrick Leahy présidant la séance d'ouverture du procès de Donald Trump, le 9 février 2021.

## Suites
À la suite du verdict d'acquittement, l'ancien président Donald Trump déclare, dans un communiqué : « Notre mouvement magnifique, historique et patriotique, Make America Great Again, ne fait que commencer. Dans les mois à venir, j'aurai beaucoup de choses à partager avec vous et je suis impatient de continuer notre incroyable aventure pour la grandeur du pays ».
Dans la foulée de l’acquittement de Donald Trump, de nombreux parlementaires souhaitent qu'il puisse être tenu responsable des évènements du 6 janvier. Dans les deux camps, l'idée d'une commission d'enquête bipartisane, sur le modèle de celle qui fut créée pour enquêter sur les attentats du 11 septembre 2001 prend de l'importance.
Soutien de l'ancien président, le sénateur républicain Lindsey Graham s'exprime ainsi : « Nous avons besoin d'une commission « 11/09 » pour comprendre ce qui s'est passé et nous assurer que cela n'arrivera jamais plus, et je veux que l'on soit certain que le Capitole sera mieux défendu la prochaine fois ».
La représentante Madeleine Dean qui faisait partie des neuf procureurs démocrates lors du procès en destitution, ajoute qu'il doit s'agir « d'une commission impartiale, qui ne sera pas guidée par la politique, et sera constituée de gens qui se tiennent debout avec le courage de leurs convictions ».
Animés par diverses motivations, comme le fait de ne pas s'aliéner l'importante base électorale trumpienne dans leurs circonscriptions respectives, de nombreux parlementaires républicains se rangent derrière le président sortant, malgré tous les évènements liés à la contestation des résultats des élections culminant dans l'assaut du 6 janvier. L'influent Lindsey Graham dit ainsi sur Fox News que Trump reste « la force la plus puissante du Parti républicain. Le mouvement Trump est en pleine forme. ». De son côté, Donald Trump s'attaque à Mitch McConnell, appelant les républicains à se retourner contre lui. « Mitch est un politicien renfrogné, maussade, qui ne sourit jamais et si les sénateurs républicains restent avec lui, ils ne gagneront plus. Le Parti républicain ne pourra plus jamais être respecté ou fort avec des dirigeants politiques comme Mitch McConnell aux commandes ». Il s'attaque aussi à sa « crédibilité sur la Chine », alléguant que son épouse Elaine Chao originaire de Taiwan et qui fut sa ministre des transports avant de démissionner à la lumière de l'assaut du 6 janvier aurait à travers sa famille des « intérêts commerciaux chinois considérables »,